# Purpurstrupig nålfågel
Purpurstrupig nålfågel (Campephaga quiscalina) är en fågel i familjen gråfåglar inom ordningen tättingar.

## Utseende och läte
Hane purpurstupig nålfågel är en helsvart tätting med purpurfärgad glans på undersidan. Honan är mycket annorlunda, med olivgrön rygg, grått huvud och ljusgul undersida. Vanligaste lätet är ett nedåtböjt "tsieuw". Hanen liknar andra svarta nålfåglar, men skiljs på den purpurfärgade glansen. Honan har unikt enfärgat grönaktig rygg. 

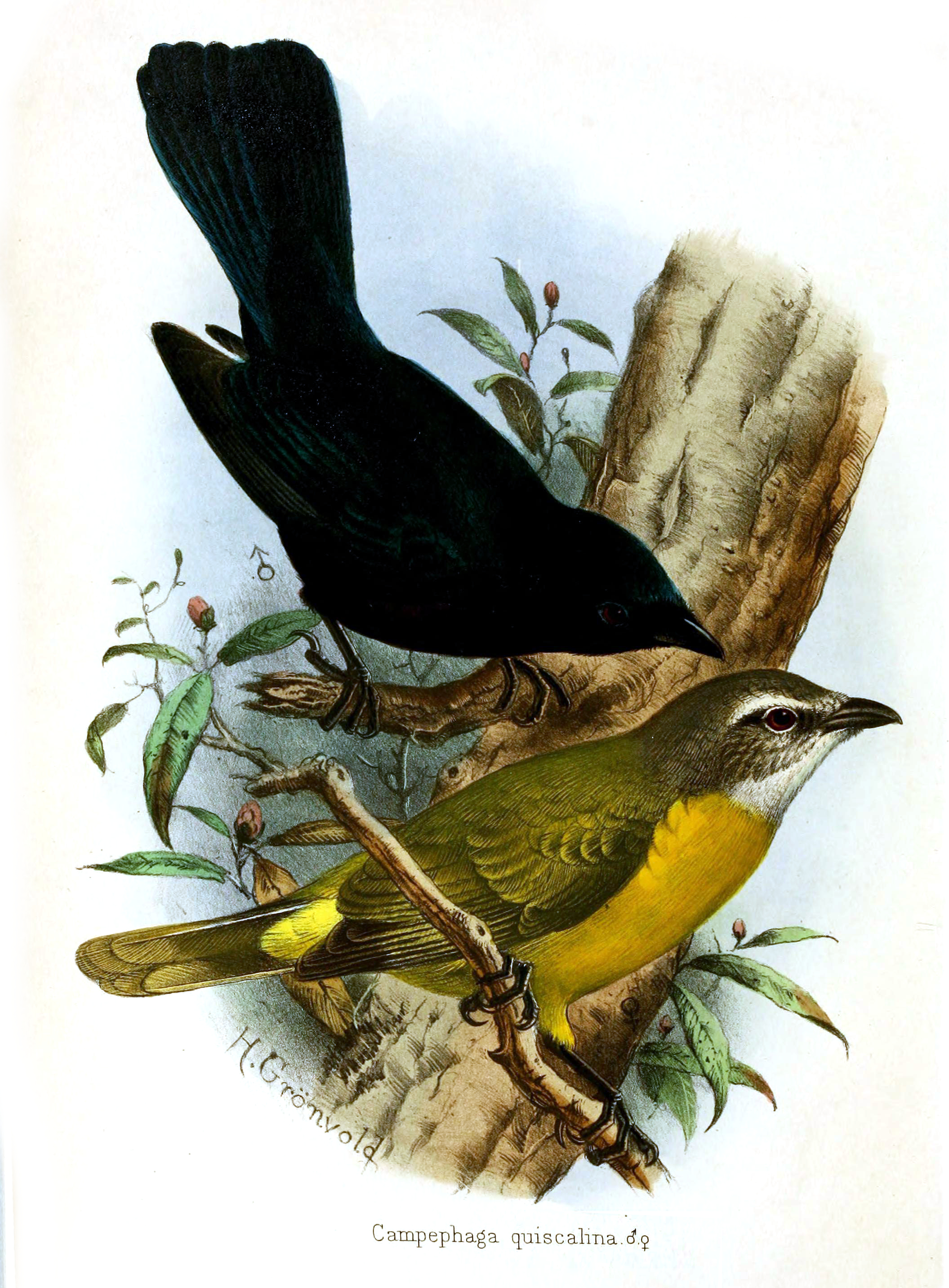
Illustration av hane och hona purpurstrupig nålfågel.

## Utbredning och systematik
Purpurstrupig nålfågel förekommer i Afrika söder om Sahara,från Guinea till Tanzania. Den delas in i tre underarter med följande utbredning:
- Campephaga quiscalina quiscalina – förekommer i Guinea och Sierra Leone till Kamerun, Zambia och norra Angola
- Campephaga quiscalina martini – förekommer i östra Kongo-Kinshasa till Uganda och centrala Kenya
- Campephaga quiscalina muenzneri – förekommer i högländerna i östra Tanzania

## Levnadssätt
Purpurstrupig nålfågel hittas i olika typer av skogar, inklusive galleriskog, låglänt regnskog och berggskogar. Där håller den till i trädkronorna. Den är generellt ovanlig och undgår lätt upptäckt.

## Status och hot
Arten har ett stort utbredningsområde, men tros minska i antal, dock inte tillräckligt kraftigt för att den ska betraktas som hotad. Internationella naturvårdsunionen IUCN listar arten som livskraftig (LC).